# Orden der Argonauten
Der Orden der Argonauten, auch Orden des St Nikolai, Orden vom Schiff oder Orden vom Halbmond genannt, war ein sizilianischer Ritterorden. Stifter war im Jahr 1382 der König Karl III. von Neapel. 
Sinn des Ordens war die Bewahrung des Friedens unter rebellischen Edelleuten und er sollte die Schifffahrt und das Seekriegshandwerk fördern. Auch war die Krönung der Königin ein besonderer Anlass.
Das Ordenszeichen war ein goldenes Schiff, das auf stürmischen Wellen dargestellt war. Die Ordensdevise lautete: „Non cedo tempori“. Diese Insigne war an einer um den Hals getragenen mit Muscheln und Halbmonden geschmückten Kette befestigt. Ein von den Rittern getragener Mantel war mit gestickten Lilien übersät. Das Ordenszeichen Schiff befand sich zusätzlich auf der linken Seite. Eine schwarze samtene Kopfbedeckung mit goldener Agraffe vorderseitig, komplettierte die Ordenskleidung. Die Agraffe zeigte ebenfalls das mit den Wellen kämpfende Schiff.
Mit dem Stiftertod (1386) erlosch der Orden.